# Crataegus indicens
Crataegus indicens es una especie de planta del género Crataegus, perteneciente a la familia Rosaceae.

## Taxonomía
Crataegus indicens fue descrita por William Willard Ashe en 1903.

## Distribución
Se encuentra en el territorio de Ohio.